# Olympische Winterspiele 1994/Teilnehmer (Finnland)
| Gelbes Symbol für Goldmedaillen mit stilisierten Olympischen Ringen | Graues Symbol für Silbermedaillen mit stilisierten Olympischen Ringen | Braundes Symbol für Bronzemedaillen mit stilisierten Olympischen Ringen |
| ------------------------------------------------------------------- | --------------------------------------------------------------------- | ----------------------------------------------------------------------- |
| —                                                                   | 1                                                                     | 5                                                                       |

Finnland nahm an den Olympischen Winterspielen 1994 im norwegischen Lillehammer mit einer Delegation von 61 Athleten in acht Disziplinen teil, davon 47 Männer und 14 Frauen. Mit einer Silbermedaille und fünf Bronzemedaillen erreichte Finnland den 16. Platz im Medaillenspiegel.
Fahnenträgerin bei der Eröffnungsfeier war die Skilangläuferin Marja-Liisa Kirvesniemi, die zwei Bronzemedaillen gewann.

## Medaillen

### Medaillenspiegel
| Rang   | Sportart    | Gold | Silber | Bronze | Gesamt |
| ------ | ----------- | ---- | ------ | ------ | ------ |
| 1      | Skilanglauf | –    | 1      | 4      | 5      |
| 2      | Eishockey   | −    | −      | 1      | 1      |
| Gesamt | Gesamt      | 0    | 1      | 5      | 6      |

### Medaillengewinner
| Name/n                                                    | Sportart    | Wettkampf         |
| --------------------------------------------------------- | ----------- | ----------------- |
| Silber                                                    |             |                   |
| Mika Myllylä                                              | Skilanglauf | 50 km klassisch   |
| Bronze                                                    |             |                   |
| Marja-Liisa Kirvesniemi                                   | Skilanglauf | 5 km klassisch    |
| Marja-Liisa Kirvesniemi                                   | Skilanglauf | 30 km klassisch   |
| Mika Myllylä                                              | Skilanglauf | 30 km Freistil    |
| Mika Myllylä Harri Kirvesniemi Jari Räsänen Jari Isometsä | Skilanglauf | 4 × 10 km-Staffel |
| Finnische Eishockeynationalmannschaft                     | Eishockey   | Männer            |

## Teilnehmer nach Sportarten

### Biathlon
| Athleten                                                  | Wettbewerbe        | Zeit        | Fehler       | Rang |
| --------------------------------------------------------- | ------------------ | ----------- | ------------ | ---- |
| Frauen                                                    |                    |             |              |      |
| Pirjo Aalto                                               | 7,5 km Sprint      | 29:59,2 min | 3 (0+3)      | 61   |
| Katja Holanti                                             | 15 km Einzel       | 1:00:13,6 h | 7 (4+3+0+0)  | 56   |
| Mari Lampinen                                             | 7,5 km Sprint      | 27:14,5 min | 2 (2+0)      | 16   |
| Mari Lampinen                                             | 15 km Einzel       | 59:16,9 min | 6 (4+0+1+1)  | 48   |
| Tuija Sikiö                                               | 7,5 km Sprint      | 27:39,1 min | 0 (0+0)      | 24   |
| Tuija Sikiö                                               | 15 km Einzel       | 58:13,1 min | 5 (2+1+2+0)  | 38   |
| Tuija Vuoksiala                                           | 7,5 km Sprint      | 28:23,2 min | 3 (2+1)      | 36   |
| Tuija Vuoksiala                                           | 15 km Einzel       | 1:00:09,3 h | 6 (2+2+0+2)  | 55   |
| Katja Holanti Tuija Sikiö Mari Lampinen Tuija Vuoksiala   | 4 × 7,5 km-Staffel | 1:58:55,7 h | 4            | 10   |
| Männer                                                    |                    |             |              |      |
| Harri Eloranta                                            | 10 km Sprint       | 30:02,1 min | 4 (1+3)      | 15   |
| Harri Eloranta                                            | 20 km Einzel       | 1:01:40,9 h | 6 (1+3+1+1)  | 30   |
| Vesa Hietalahti                                           | 10 km Sprint       | 32:06,0 min | 5 (2+3)      | 52   |
| Vesa Hietalahti                                           | 20 km Einzel       | 1:08:49,1 h | 10 (2+1+5+2) | 68   |
| Erkki Latvala                                             | 10 km Sprint       | 32:08,4 min | 3 (2+1)      | 54   |
| Timo Seppälä                                              | 20 km Einzel       | 1:02:07,0 h | 3 (1+1+1+0)  | 41   |
| Erkki Latvala Harri Eloranta Timo Seppälä Vesa Hietalahti | 4 × 7,5 km-Staffel | 1:33:11,9 h | 1            | 5    |

### Eishockey
| Wettbewerb       | Männer |
| ---------------- | --- |
| Spieler          | - Jarmo Myllys - Pasi Kuivalainen - Jukka Tammi - Marko Kiprusoff - Mika Strömberg - Hannu Virta - Timo Jutila - Janne Laukkanen - Erik Hämäläinen - Pasi Sormunen - Mika Nieminen - Saku Koivu - Ville Peltonen - Janne Ojanen - Esa Keskinen - Raimo Helminen - Marko Palo - Jere Lehtinen - Mika Alatalo - Petri Varis - Sami Kapanen - Tero Lehterä |
| Trainer          | Curt Lindström |
| Vorrunde         | Tschechien 3:1 (2:1, 1:0, 0:0) Russland 5:0 (1:0, 4:0, 0:0) Norwegen 4:0 (1:0, 2:0, 1:0) Österreich 6:2 (1:0, 2:1, 3:1) Deutschland 7:1 (3:0, 2:0, 2:1) |
| Viertelfinale    | Vereinigte Staaten 6:1 (2:0, 2:1, 2:0) |
| Halbfinale       | Kanada 3:5 (0:0, 2:2, 1:3) |
| Spiel um Platz 3 | Russland 4:0 (2:0, 2:0, 0:0) |
| Platzierung      | Bronze |

### Eiskunstlauf
| Athleten                    | Wettbewerbe | Pflichttanz 1 | Pflichttanz 1 | Pflichttanz 2 | Pflichttanz 2 | Originaltanz | Originaltanz | Kurzprogramm | Kurzprogramm | Kür/Kürtanz | Kür/Kürtanz | Gesamt    | Gesamt |
| Athleten                    | Wettbewerbe | Bewertung     | Rang          | Bewertung     | Rang          | Bewertung    | Rang         | Bewertung    | Rang         | Bewertung   | Rang        | Bewertung | Rang   |
| --------------------------- | ----------- | ------------- | ------------- | ------------- | ------------- | ------------ | ------------ | ------------ | ------------ | ----------- | ----------- | --------- | ------ |
| Frauen                      |             |               |               |               |               |              |              |              |              |             |             |           |        |
| Mila Kajas                  | Einzel      | —             | —             | —             | —             | —            | —            | 8,0          | 16           | 10,0        | 10          | 18,0      | 12     |
| Mixed                       |             |               |               |               |               |              |              |              |              |             |             |           |        |
| Susanna Rahkamo Petri Kokko | Eistanz     | 0,8           | 4             | 0,8           | 4             | 2,4          | 4            | —            | —            | 4,0         | 4           | 8,0       | 4      |

### Freestyle-Skiing
| Athleten        | Wettbewerbe | Qualifikation | Qualifikation | Finale        | Finale        | Rang |
| Athleten        | Wettbewerbe | Punkte        | Rang          | Punkte        | Rang          | Rang |
| --------------- | ----------- | ------------- | ------------- | ------------- | ------------- | ---- |
| Frauen          |             |               |               |               |               |      |
| Minna Karhu     | Buckelpiste | 23,08         | 11            | 23,00         | 13            | 13   |
| Männer          |             |               |               |               |               |      |
| Juha Holopainen | Buckelpiste | 23,39         | 20            | ausgeschieden | ausgeschieden | 20   |
| Janne Lahtela   | Buckelpiste | 24,60         | 12            | 24,78         | 9             | 9    |

### Nordische Kombination
| Athleten                                   | Wettbewerb                        | Skispringen | Skispringen | Langlauf    | Langlauf | Zeit        | Rang |
| Athleten                                   | Wettbewerb                        | Punkte      | Rang        | Zeit        | Rang     | Zeit        | Rang |
| ------------------------------------------ | --------------------------------- | ----------- | ----------- | ----------- | -------- | ----------- | ---- |
| Männer                                     |                                   |             |             |             |          |             |      |
| Hannu Manninen                             | Gundersen-Wettkampf Normalschanze | 197,0       | 23          | 43:08,9 min | 46       | 48:41,9 min | 38   |
| Jari Mantila                               | Gundersen-Wettkampf Normalschanze | 213,5       | 10          | 41:13,6 min | 31       | 44:56,6 min | 14   |
| Tapio Nurmela                              | Gundersen-Wettkampf Normalschanze | 187,0       | 34          | 40:19,8 min | 21       | 46:59,8 min | 25   |
| Topi Sarparanta                            | Gundersen-Wettkampf Normalschanze | 192,0       | 28          | 39:49,7 min | 16       | 45:55,7 min | 20   |
| Jari Mantila Tapio Nurmela Topi Sarparanta | Teamwettbewerb                    | 592,0       | 9           | 1:24:32,4 h | 7        | 1:36:19,4 h | 8    |

### Ski Alpin
| Athleten       | Wettbewerbe        | 1. Lauf     | 1. Lauf | 2. Lauf     | 2. Lauf | Gesamt      | Gesamt |
| Athleten       | Wettbewerbe        | Zeit        | Rang    | Zeit        | Rang    | Zeit        | Rang   |
| -------------- | ------------------ | ----------- | ------- | ----------- | ------- | ----------- | ------ |
| Männer         |                    |             |         |             |         |             |        |
| Janne Leskinen | Abfahrt            | —           | —       | —           | —       | 1:47,87 min | 30     |
| Janne Leskinen | Alpine Kombination | 1:38,88 min | 16      | 1:46,65 min | 25      | 3:25,53 min | 22     |
| Janne Leskinen | Riesenslalom       | 1:34,65 min | 40      | DNF         | DNF     | DNF         | DNF    |
| Janne Leskinen | Super-G            | —           | —       | —           | —       | 1:34,09 min | 13     |
| Mika Marila    | Alpine Kombination | 1:45,01 min | 50      | 1:40,51 min | 6       | 3:25,52 min | 21     |
| Mika Marila    | Riesenslalom       | DNF         | DNF     | DNF         | DNF     | DNF         | DNF    |
| Mika Marila    | Slalom             | 1:02,54 min | 7       | 1:02,45 min | 15      | 2:04,99 min | 12     |
| Mika Marila    | Super-G            | —           | —       | —           | —       | 1:38,14 min | 40     |

### Skilanglauf
| Athleten                                                          | Wettbewerbe       | Zeit        | Rang   |
| ----------------------------------------------------------------- | ----------------- | ----------- | ------ |
| Frauen                                                            |                   |             |        |
| Mari Hietala                                                      | 15 km Freistil    | 44:56,8 min | 24     |
| Marja-Liisa Kirvesniemi                                           | 5 km klassisch    | 14:36,0 min | Bronze |
| Marja-Liisa Kirvesniemi                                           | 10 km Verfolgung  | 29:49,6 min | 13     |
| Marja-Liisa Kirvesniemi                                           | 30 km klassisch   | 1:26:13,6 h | Bronze |
| Merja Lahtinen                                                    | 15 km Freistil    | 43:50,7 min | 16     |
| Merja Lahtinen                                                    | 30 km klassisch   | 1:29:55,1 h | 15     |
| Pirkko Määttä                                                     | 5 km klassisch    | 14:51,5 min | 9      |
| Pirkko Määttä                                                     | 10 km Verfolgung  | 29:53,1 min | 15     |
| Pirkko Määttä                                                     | 30 km klassisch   | 1:29:27,0 h | 14     |
| Tuulikki Pyykkönen                                                | 5 km klassisch    | 15:13,6 min | 18     |
| Marjut Rolig                                                      | 5 km klassisch    | 15:05,1 min | 14     |
| Marjut Rolig                                                      | 10 km Verfolgung  | 30:40,2 min | 21     |
| Marjut Rolig                                                      | 30 km klassisch   | 1:27:51,4 h | 8      |
| Pirkko Määttä Marja-Liisa Kirvesniemi Merja Lahtinen Marjut Rolig | 4 × 5 km-Staffel  | 59:15,9 min | 4      |
| Männer                                                            |                   |             |        |
| Jukka Hartonen                                                    | 30 km Freistil    | 1:16:18,7 h | 13     |
| Karri Hietamäki                                                   | 50 km klassisch   | 2:20:50,9 h | 40     |
| Jari Isometsä                                                     | 10 km klassisch   | 26:06,5 min | 23     |
| Jari Isometsä                                                     | 30 km Freistil    | 1:15:12,5 h | 6      |
| Harri Kirvesniemi                                                 | 10 km klassisch   | 25:13,2 min | 9      |
| Harri Kirvesniemi                                                 | 50 km klassisch   | 2:11:19,3 h | 12     |
| Mika Myllylä                                                      | 10 km klassisch   | 25:05,3 min | 6      |
| Mika Myllylä                                                      | 15 km Verfolgung  | 37:35,9 min | 4      |
| Mika Myllylä                                                      | 30 km Freistil    | 1:14:14,5 h | Bronze |
| Mika Myllylä                                                      | 50 km klassisch   | 2:08:41,9 h | Silber |
| Jari Räsänen                                                      | 10 km klassisch   | 25:31,5 min | 12     |
| Jari Räsänen                                                      | 15 km Verfolgung  | 37:43,7 min | 6      |
| Jari Räsänen                                                      | 30 km Freistil    | 1:16:10,7 h | 11     |
| Sami Repo                                                         | 50 km klassisch   | 2:20:32,8 h | 37     |
| Mika Myllylä Harri Kirvesniemi Jari Räsänen Jari Isometsä         | 4 × 10 km-Staffel | 1:42:15,6 h | Bronze |

### Skispringen
| Athleten                                                  | Wettbewerb             | 1. Durchgang | 1. Durchgang | 1. Durchgang | 2. Durchgang | 2. Durchgang | 2. Durchgang | Gesamt | Gesamt |
| Athleten                                                  | Wettbewerb             | Weite        | Punkte       | Rang         | Weite        | Punkte       | Rang         | Punkte | Rang   |
| --------------------------------------------------------- | ---------------------- | ------------ | ------------ | ------------ | ------------ | ------------ | ------------ | ------ | ------ |
| Männer                                                    |                        |              |              |              |              |              |              |        |        |
| Janne Ahonen                                              | Normalschanze          | 88,0 m       | 112,5        | 24           | 73,0 m       | 73,5         | 44           | 186,0  | 37     |
| Janne Ahonen                                              | Großschanze            | 108,5 m      | 90,3         | 23           | 99,5 m       | 73,1         | 30           | 163,4  | 25     |
| Ari-Pekka Nikkola                                         | Normalschanze          | 90,0 m       | 116,0        | 19           | 89,0 m       | 115,0        | 17           | 231,0  | 16     |
| Ari-Pekka Nikkola                                         | Großschanze            | 107,0 m      | 92,1         | 22           | 99,5 m       | 78,6         | 22           | 170,7  | 22     |
| Jani Soininen                                             | Normalschanze          | 95,0 m       | 126,0        | 8            | 100,5 m      | 132,5        | 3            | 258,5  | 6      |
| Jani Soininen                                             | Großschanze            | 117,0 m      | 109,6        | 11           | 122,5 m      | 121,5        | 4            | 231,1  | 5      |
| Janne Väätäinen                                           | Normalschanze          | 89,5 m       | 113,0        | 23           | 80,5 m       | 93,0         | 33           | 206,0  | 30     |
| Raimo Ylipulli                                            | Großschanze            | 113,5 m      | 103,3        | 14           | 101,0 m      | 79,3         | 19           | 182,6  | 18     |
| Raimo Ylipulli Jani Soininen Janne Ahonen Janne Väätäinen | Großschanze Mannschaft | 468,5 m      | 443,8        | 5            | 471,5 m      | 445,7        | 5            | 889,5  | 5      |